# A Sportsman's Wife
A Sportsman's Wife es una película muda rodada en Gran Bretaña en 1921 y dirigida por Walter West.

## Otros créditos
- Color: Blanco y negro
- Sonido: Muda

- Datos: Q4659770